# Astragalus caeruleopetalinus
Astragalus caeruleopetalinus är en ärtväxtart som beskrevs av Y.C.Ho. Astragalus caeruleopetalinus ingår i släktet vedlar, och familjen ärtväxter.

## Underarter
Arten delas in i följande underarter:
- A. c. caeruleopetalinus
- A. c. glabricarpus